# Gmina Dragør

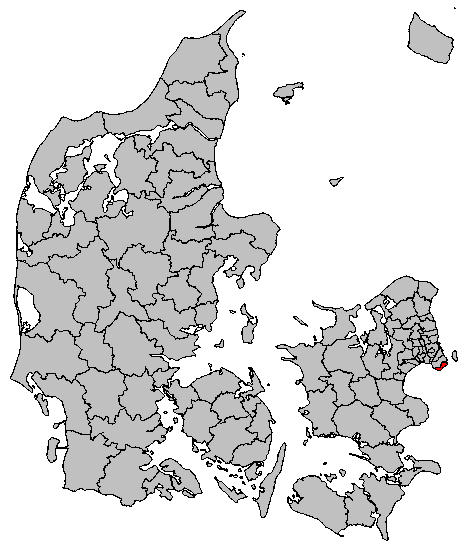
Lokalizacja gminy

Gmina Dragør (duń. Dragør Kommune) jest jedną z  gmin w Danii w regionie stołecznym (do 2007 r. w okręgu Kopenhagi (Københavns Amt)). 
Siedzibą władz gminy jest miasto Dragør. 
Gmina Dragør została utworzona 1 kwietnia 1970 na mocy reformy podziału administracyjnego Danii. Kolejna reforma w roku 2007 potwierdziła status gminy.

## Dane liczbowe
- Liczba ludności: (♀ 6 378 + ♂ 6 778) = 13 156
  - wiek 0-6: 8,5%
  - wiek 7-16: 13,8%
  - wiek 17-66: 62,9%
  - wiek 67+: 14,8%
- zagęszczenie ludności: 730,9 osób/km²
- bezrobocie: 3,4% osób w wieku 17-66 lat
- cudzoziemcy z UE, Skandynawii i USA: 299 na 10.000 osób
- cudzoziemcy z krajów Trzeciego Świata: 187 na 10.000 osób
- liczba szkół podstawowych: 4 (liczba klas: 83)

## Przypisy

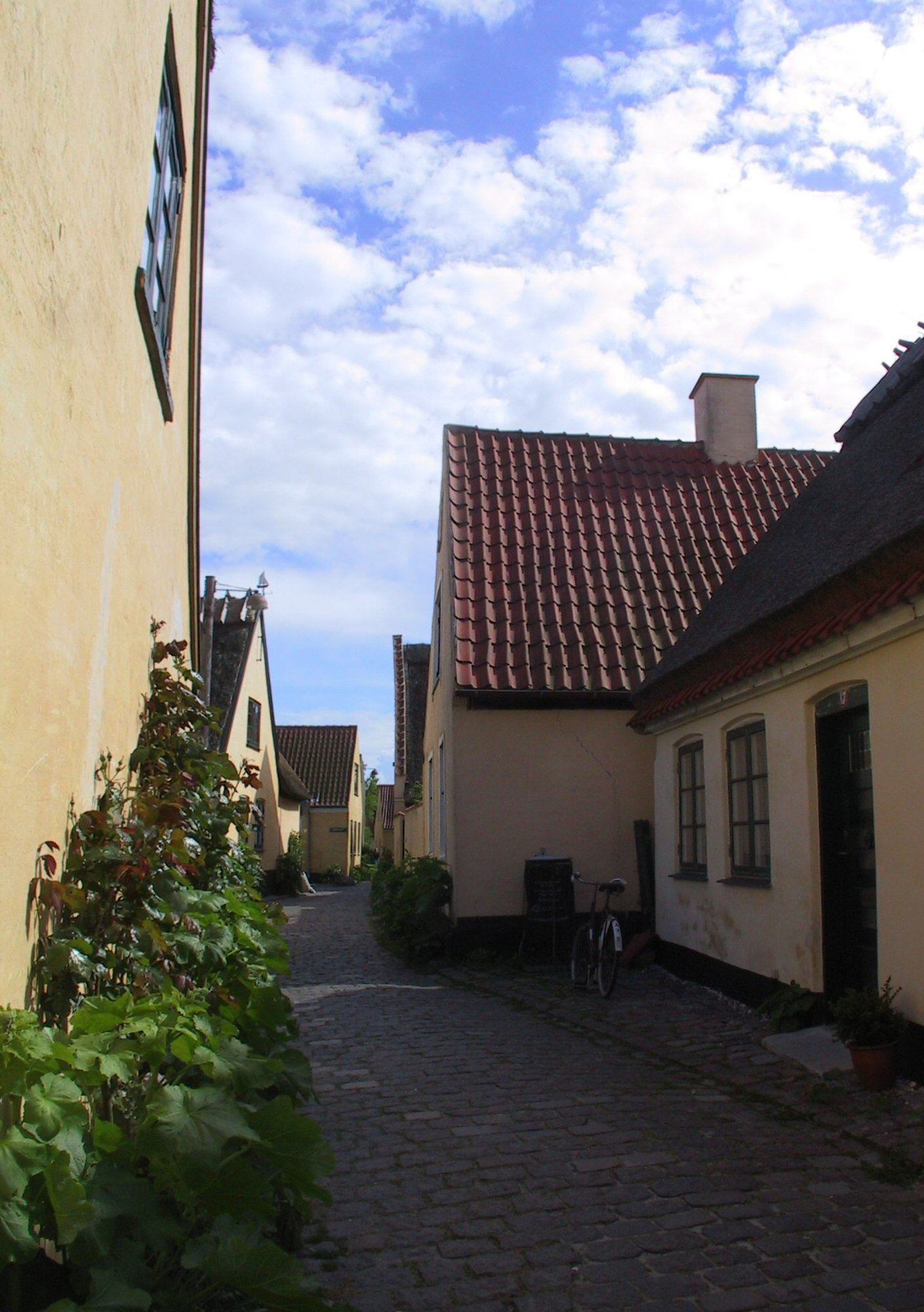
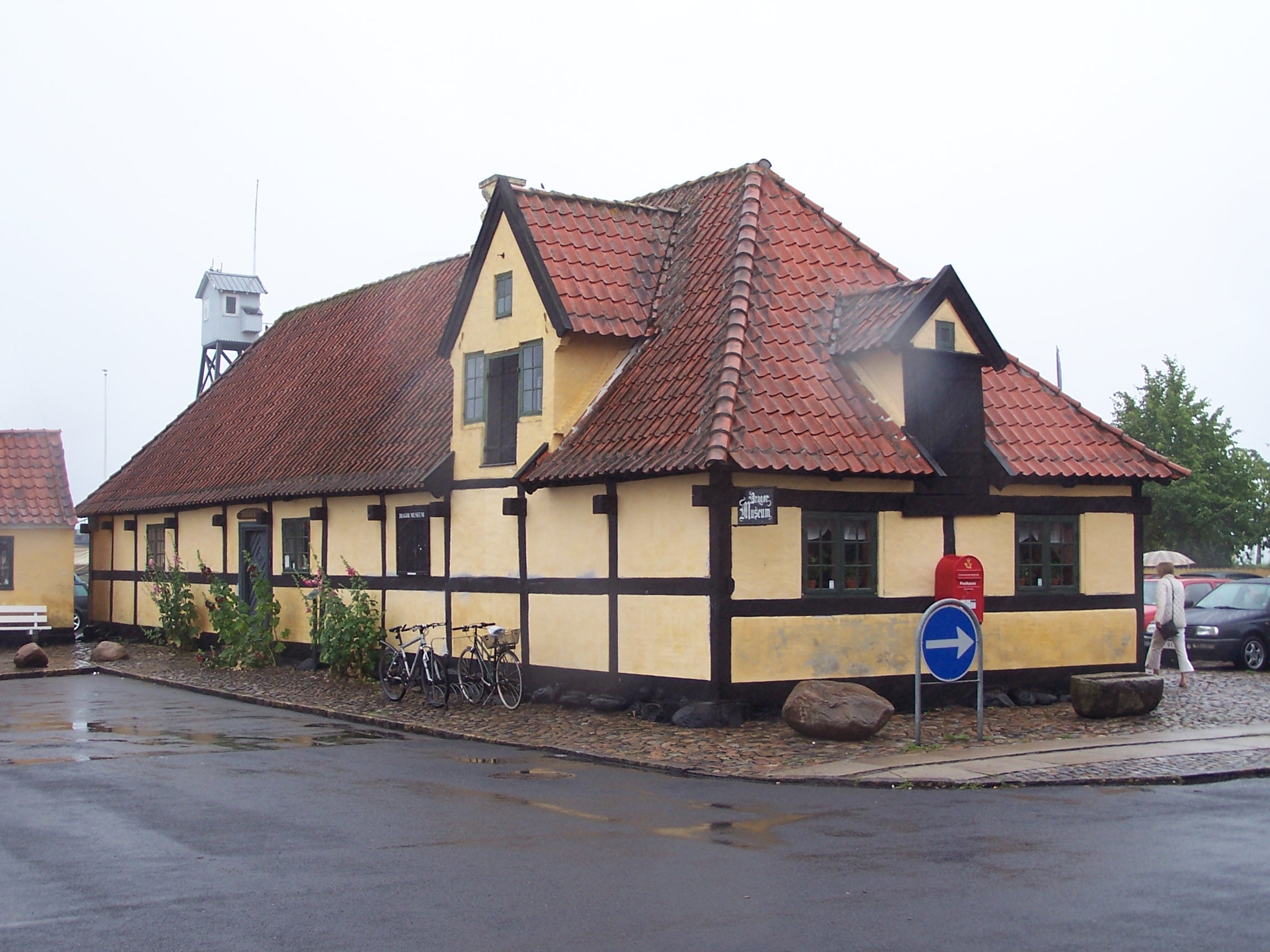
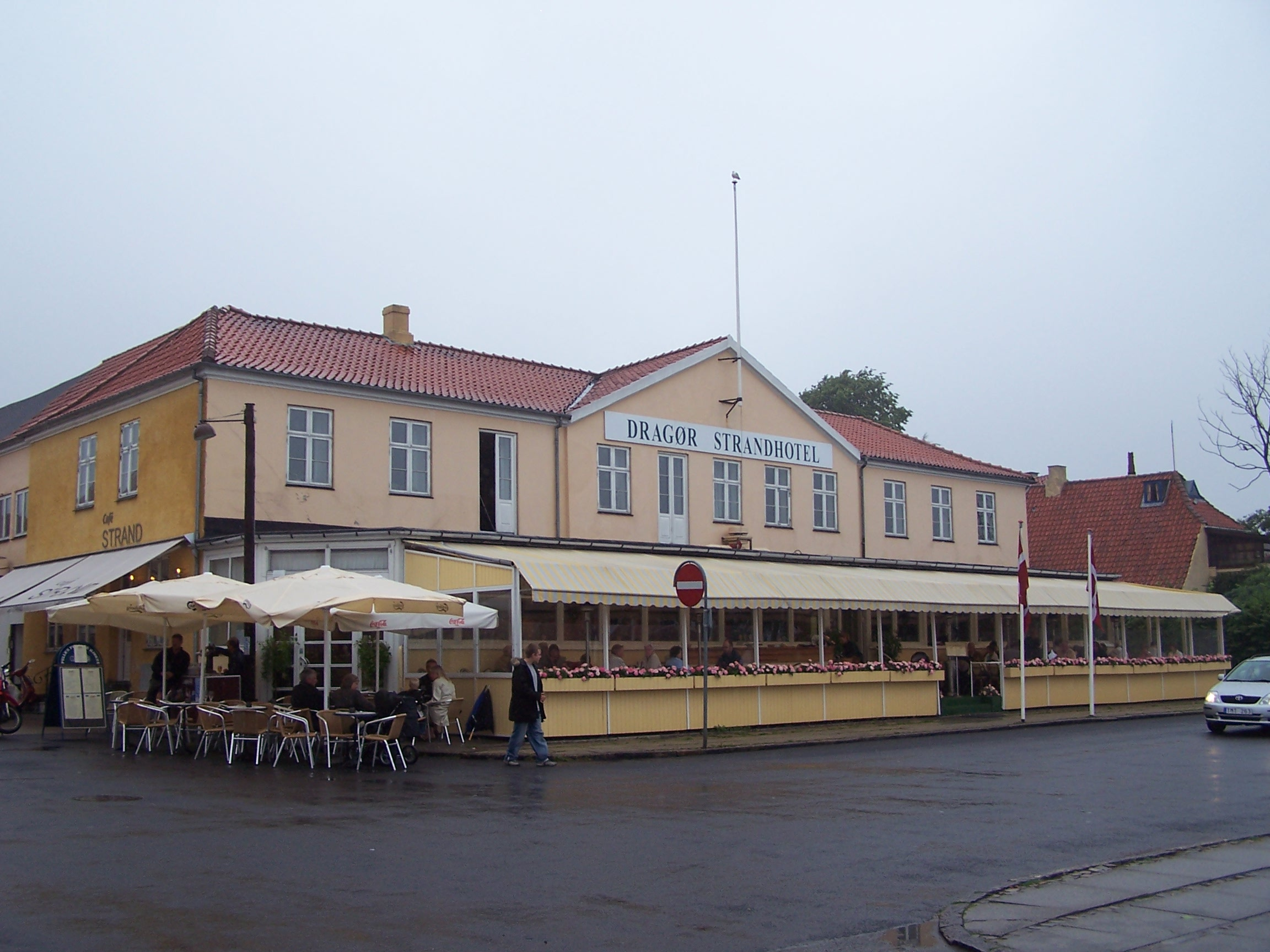